# (9498) Westerbork
(9498) Westerbork (1197 T-2) – planetoida z grupy pasa głównego asteroid okrążająca Słońce w ciągu 3,62 lat w średniej odległości 2,36 j.a. Odkryta 29 września 1973 roku.